# Natação nos Jogos Olímpicos de Verão de 2012 - 100 m peito masculino
A competição dos 100 metros peito masculino da natação nos Jogos Olímpicos de Verão de 2012 foi disputada nos dias 28 e 29 de julho no Centro Aquático de Londres.

## Medalhistas
| Ouro   | RSA Cameron van der Burgh |
| Prata  | AUS Christian Sprenger    |
| Bronze | USA Brendan Hansen        |

## Recordes
Antes desta competição, os recordes mundiais e olímpicos da prova eram os seguintes:
| Tipo | Atleta          | Tempo | Local  | Data                 |
| ---- | --------------- | ----- | ------ | -------------------- |
|      | Brenton Rickard | 58.58 | Roma   | 27 de julho de 2009  |
|      | Kosuke Kitajima | 58.91 | Pequim | 11 de agosto de 2008 |

Os seguintes recordes mundiais ou olímpicos foram estabelecidos durante esta competição:
| Data        | Evento    | Atleta                    | Tempo | Notas            |
| ----------- | --------- | ------------------------- | ----- | ---------------- |
| 28 de julho | Semifinal | RSA Cameron van der Burgh | 58.83 | Recorde olímpico |
| 29 de julho | Final     | RSA Cameron van der Burgh | 58.46 | ,                |

## Resultados

### Eliminatórias
| Pos. | Elim. | Raia | Nadador                | CON                        | Tempo   | Notas            |
| ---- | ----- | ---- | ---------------------- | -------------------------- | ------- | ---------------- |
| 1    | 6     | 3    | Christian Sprenger     | AUS Austrália              | 59.62   | Q                |
| 2    | 6     | 4    | Kosuke Kitajima        | JPN Japão                  | 59.63   | Q                |
| 3    | 6     | 2    | Giedrius Titenis       | LTU Lituânia               | 59.68   | Q                |
| 4    | 4     | 6    | Dániel Gyurta          | HUN Hungria                | 59.76   | Q,               |
| 5    | 5     | 3    | Glenn Snyders          | NZL Nova Zelândia          | 59.78   | Q,               |
| 6    | 4     | 4    | Cameron van der Burgh  | RSA África do Sul          | 59.79   | Q                |
| 7    | 5     | 2    | Scott Dickens          | CAN Canadá                 | 59.85   | Q,               |
| 8    | 6     | 5    | Ryo Tateishi           | JPN Japão                  | 59.86   | Q                |
| 9    | 5     | 7    | Michael Jamieson       | GBR Grã-Bretanha           | 59.89   | Q                |
| 10   | 4     | 5    | Brendan Hansen         | USA Estados Unidos         | 59.93   | Q                |
| 11   | 5     | 6    | Eric Shanteau          | USA Estados Unidos         | 59.96   | Q                |
| 12   | 5     | 4    | Fabio Scozzoli         | ITA Itália                 | 59.99   | Q                |
| 13   | 4     | 2    | Craig Benson           | GBR Grã-Bretanha           | 1:00.04 | Q                |
| 14   | 4     | 3    | Brenton Rickard        | AUS Austrália              | 1:00.07 | Q                |
| 15   | 5     | 5    | Felipe França Silva    | BRA Brasil                 | 1:00.38 | Q                |
| 16   | 6     | 6    | Felipe Lima            | BRA Brasil                 | 1:00.57 | Q                |
| 17   | 3     | 4    | Giacomo Perez-Dortona  | FRA França                 | 1:00.59 |                  |
| 18   | 5     | 1    | Damir Dugonjič         | SLO Eslovênia              | 1:00.77 |                  |
| 19   | 6     | 1    | Christian vom Lehn     | GER Alemanha               | 1:00.78 |                  |
| 20   | 4     | 7    | Lennart Stekelenburg   | NED Países Baixos          | 1:00.96 |                  |
| 21   | 6     | 7    | Hendrik Feldwehr       | GER Alemanha               | 1:01.00 |                  |
| 22   | 3     | 6    | Panagiotis Samilidis   | GRE Grécia                 | 1:01.20 |                  |
| 23   | 4     | 1    | Valeriy Dymo           | UKR Ucrânia                | 1:01.27 |                  |
| 23   | 5     | 8    | Mattia Pesce           | ITA Itália                 | 1:01.27 |                  |
| 25   | 3     | 1    | Carlos Almeida         | POR Portugal               | 1:01.40 |                  |
| 26   | 2     | 3    | Laurent Carnol         | LUX Luxemburgo             | 1:01.46 |                  |
| 27   | 6     | 8    | Roman Sloudnov         | RUS Rússia                 | 1:01.47 |                  |
| 28   | 3     | 3    | Li Xiayan              | CHN China                  | 1:01.55 |                  |
| 29   | 3     | 8    | Martin Liivamägi       | EST Estônia                | 1:01.57 |                  |
| 29   | 4     | 8    | Barry Murphy           | IRL Irlanda                | 1:01.57 |                  |
| 31   | 2     | 6    | Čaba Silađi            | SRB Sérvia                 | 1:01.95 |                  |
| 32   | 3     | 2    | Dawid Szulich          | POL Polônia                | 1:02.07 |                  |
| 32   | 3     | 5    | Imri Ganiel            | ISR Israel                 | 1:02.07 |                  |
| 34   | 2     | 4    | Vladislav Polyakov     | KAZ Cazaquistão            | 1:02.15 |                  |
| 35   | 2     | 2    | Édgar Crespo           | PAN Panamá                 | 1:02.18 |                  |
| 36   | 2     | 5    | Jakob Jóhann Sveinsson | ISL Islândia               | 1:02.65 |                  |
| 37   | 2     | 1    | Malick Fall            | SEN Senegal                | 1:02.93 |                  |
| 37   | 3     | 7    | Dragoș Agache          | ROU Romênia                | 1:02.93 |                  |
| 39   | 2     | 8    | Azad Al-Barazi         | SYR Síria                  | 1:03.48 | Recorde nacional |
| 40   | 2     | 7    | Danila Artiomov        | MDA Moldávia               | 1:03.57 |                  |
| 41   | 1     | 4    | Amini Fonua            | TGA Tonga                  | 1:03.65 |                  |
| 42   | 1     | 3    | Mubarak Al-Besher      | UAE Emirados Árabes Unidos | 1:05.26 |                  |
| 43   | 1     | 5    | Diguan Pigot           | SUR Suriname               | 1:05.55 |                  |
| 44   | 1     | 6    | Wael Koubrousli        | LIB Líbano                 | 1:07.06 |                  |

### Semifinal

#### Semifinal 1
| Pos. | Raia | Nadador               | CON                | Tempo   | Notas |
| ---- | ---- | --------------------- | ------------------ | ------- | ----- |
| 1    | 3    | Cameron van der Burgh | RSA África do Sul  | 58.83   | Q,    |
| 2    | 7    | Fabio Scozzoli        | ITA Itália         | 59.44   | Q     |
| 3    | 1    | Brenton Rickard       | AUS Austrália      | 59.50   | Q     |
| 4    | 4    | Kosuke Kitajima       | JPN Japão          | 59.69   | Q     |
| 5    | 5    | Dániel Gyurta         | HUN Hungria        | 59.74   | Q,    |
| 6    | 2    | Brendan Hansen        | USA Estados Unidos | 59.78   | Q     |
| 7    | 6    | Ryo Tateishi          | JPN Japão          | 59.93   |       |
| 8    | 8    | Felipe Lima           | BRA Brasil         | 1:00.08 |       |

#### Semifinal 2
| Pos. | Raia | Nadador             | CON                | Tempo   | Notas |
| ---- | ---- | ------------------- | ------------------ | ------- | ----- |
| 1    | 4    | Christian Sprenger  | AUS Austrália      | 59.61   | Q     |
| 2    | 5    | Giedrius Titenis    | LTU Lituânia       | 59.66   | Q     |
| 3    | 2    | Michael Jamieson    | GBR Grã-Bretanha   | 59.89   |       |
| 4    | 7    | Eric Shanteau       | USA Estados Unidos | 59.96   |       |
| 5    | 8    | Felipe França Silva | BRA Brasil         | 1:00.01 |       |
| 6    | 1    | Craig Benson        | GBR Grã-Bretanha   | 1:00.13 |       |
| 7    | 3    | Glenn Snyders       | NZL Nova Zelândia  | 1:00.15 |       |
| 8    | 6    | Scott Dickens       | CAN Canadá         | 1:00.16 |       |

### Final
| Pos.              | Raia | Nadador               | CON                | Tempo   | Notas            |
| ----------------- | ---- | --------------------- | ------------------ | ------- | ---------------- |
| Medalha de ouro   | 4    | Cameron van der Burgh | RSA África do Sul  | 58.46   | Recorde mundial  |
| Medalha de prata  | 6    | Christian Sprenger    | AUS Austrália      | 58.93   |                  |
| Medalha de bronze | 8    | Brendan Hansen        | USA Estados Unidos | 59.49   |                  |
| 4                 | 1    | Dániel Gyurta         | HUN Hungria        | 59.53   | Recorde nacional |
| 5                 | 7    | Kosuke Kitajima       | JPN Japão          | 59.79   |                  |
| 6                 | 3    | Brenton Rickard       | AUS Austrália      | 59.87   |                  |
| 7                 | 5    | Fabio Scozzoli        | ITA Itália         | 59.97   |                  |
| 8                 | 2    | Giedrius Titenis      | LTU Lituânia       | 1:00.84 |                  |

Legenda
| Recorde mundial      | Recorde mundial (World record)               |                       | Recorde africano                      | Recorde africano (African) |                                           | Q | Classificado por posição (Qualified) |
| Recorde olímpico     | Recorde olímpico (Olympic record)            | Recorde da América    | Recorde da América (Americas)         | q                          | Classificado por melhor tempo (Qualified) |   |                                      |
| Melhor marca do ano  | Melhor marca do ano (World leading)          | Recorde asiático      | Recorde asiático (Asian)              | DNS                        | Não largou (Did not start)                |   |                                      |
| Recorde nacional     | Recorde nacional (National record)           | Recorde europeu       | Recorde europeu (European)            | DNF                        | Não terminou (Did not finish)             |   |                                      |
| Recorde pessoal      | Recorde pessoal do atleta (Personal best)    | Recorde da Oceania    | Recorde da Oceania (Oceania)          | DSQ / DQ                   | Desclassificado (Disqualified)            |   |                                      |
| Recorde da temporada | Recorde da temporada do atleta (Season best) | Recorde sul-americano | Recorde sul-americano (South America) | NM                         | Sem marca (No mark)                       |   |                                      |